# Pieczarka biaława

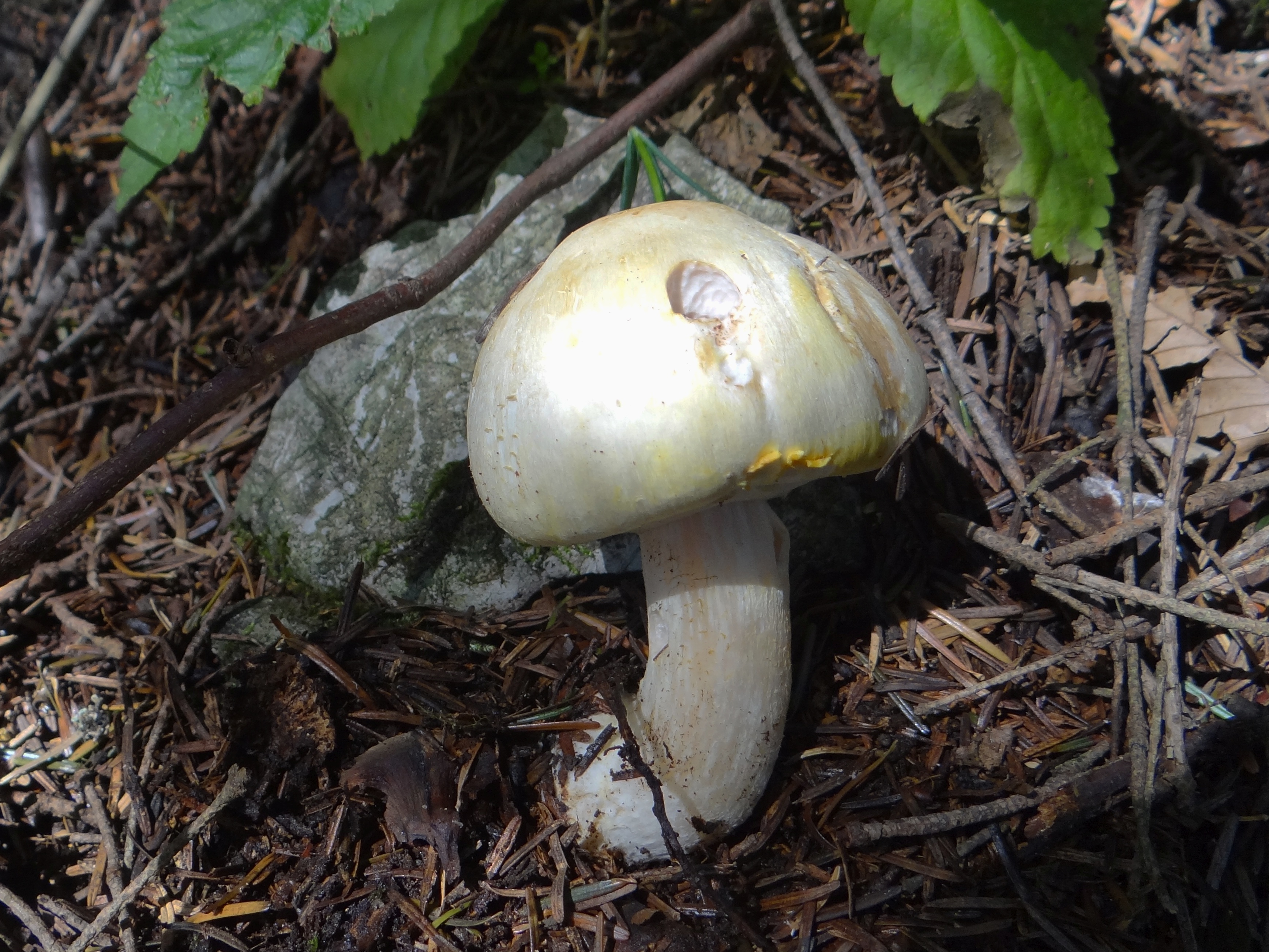

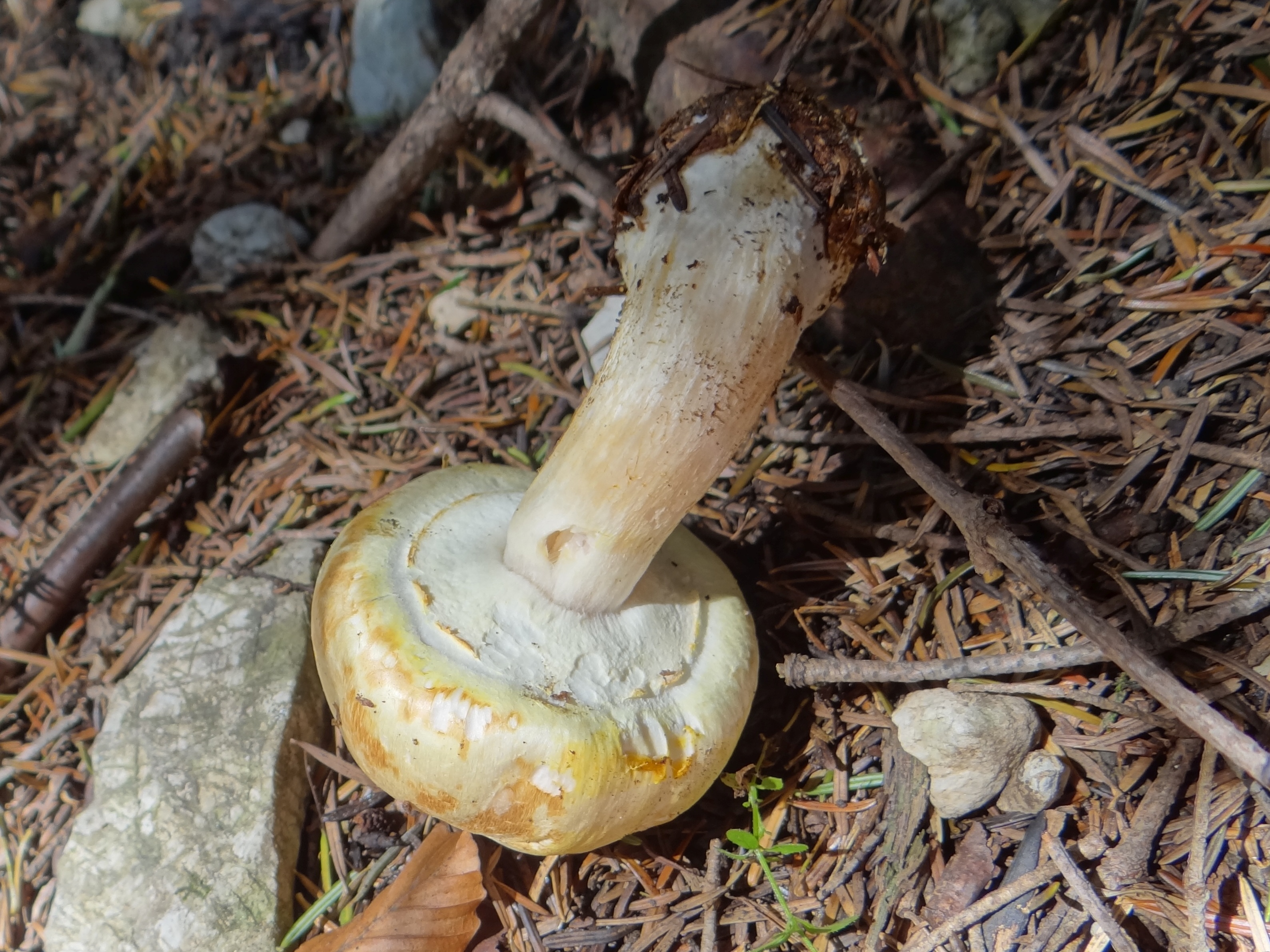

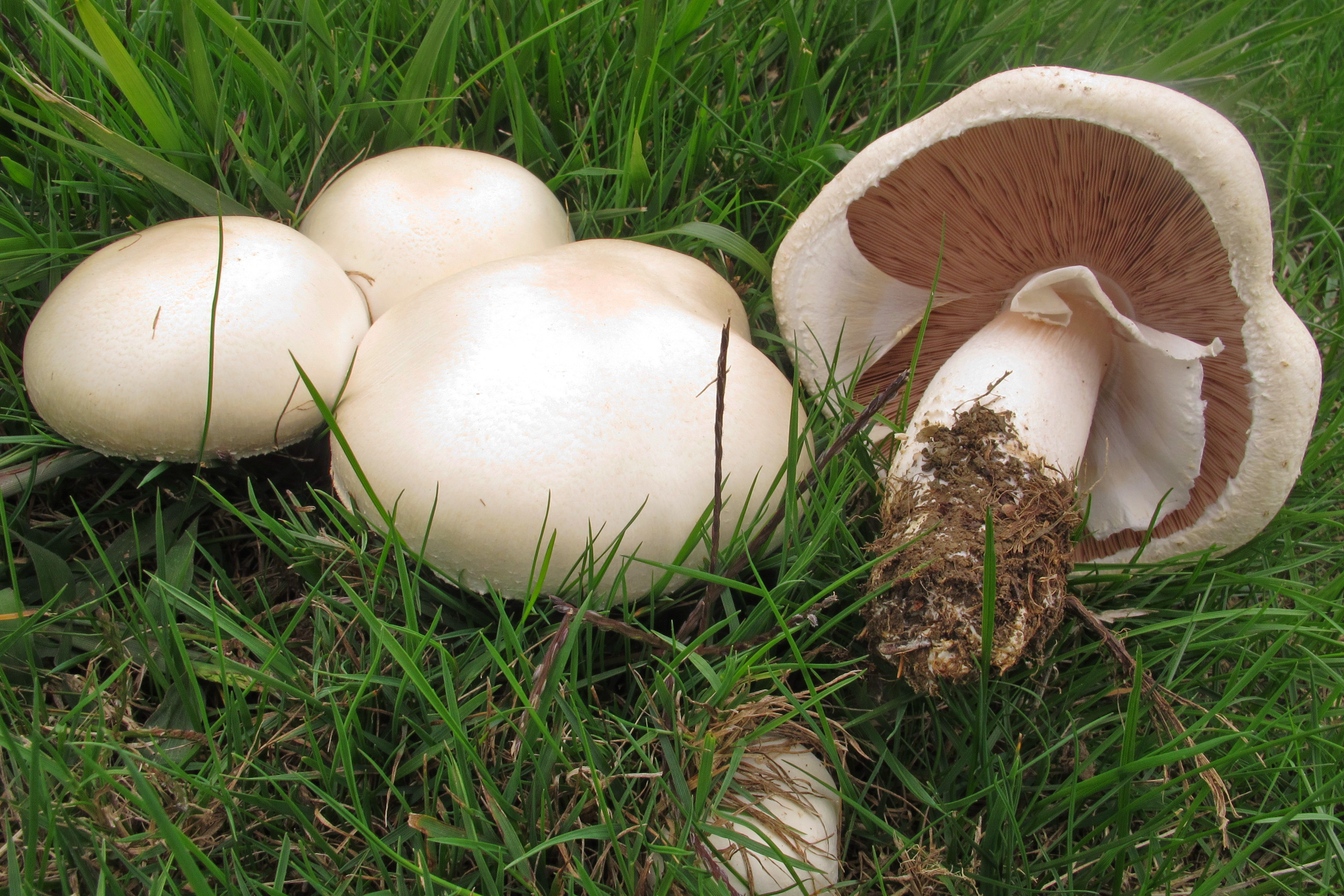

Pieczarka biaława (Agaricus arvensis Schaeff.) – gatunek grzybów z rodziny pieczarkowatych (Agaricaceae).

## Systematyka i nazewnictwo
Pozycja w klasyfikacji według Index Fungorum: Agaricaceae, Agaricales, Agaricomycetidae, Agaricomycetes, Agaricomycotina, Basidiomycota, Fungi.
Niektóre synonimy naukowe:

- Agaricus arvensis subsp. macrolepis (Pilát & Pouzar) Vasas 1990
- Agaricus arvensis var. exquisitus (Vittad.) Cetto 1988
- Agaricus arvensis var. macrolepis Pilát & Pouzar 1951
- Agaricus exquisitus Vittad. (1835)
- Agaricus fissuratus (F.H. Møller) F.H. Møller 1952
- Agaricus leucotrichus (F.H. Møller) F.H. Møller 1952
- Agaricus macrolepis (Pilát & Pouzar) Boisselet & Courtec. 2008
- Fungus arvensis (Schaeff.) Kuntze 1898
- Pratella arvensis (Schaeff.) Gillet 1878
- Psalliota arvensis (Schaeff.) Gillet 1874
- Psalliota arvensis f. epileata W.G. Sm. 1910
- Psalliota arvensis f. obesa W.G. Sm. 1910
- Psalliota arvensis var. albosquamosa W.G. Sm. 1910
- Psalliota arvensis var. hortensis W.G. Sm. 1910
- Psalliota fissurata F.H. Møller 1952
- Psalliota leucotricha F.H. Møller 1952[3].

Polską nazwę podał Władysław Wojewoda w 1987 r., w piśmiennictwie mykologicznym gatunek ten znany jest też pod nazwami: bedłka polowa, pieczarka owcza, pieczarka polna, pieczarka polowa.

## Morfologia
Kapelusz
Za młodu jajowaty, później półkulisty, wypukły, w dojrzałym owocniku płaski. Powierzchnia naga, jedwabiście błyszcząca, o barwie od białej do kremowej. Po uciśnięciu żółknie.
Blaszki
Wolne, gęste. W młodych owocnikach białe i dość długo pozostają białe. Z czasem siwobrązowe z mięsistym odcieniem, na koniec czekoladowobrązowe, a nawet czarnobrązowe. Nigdy nie mają różowego odcienia.
Trzon
Wysokość 5–15 cm, grubość 1–3 cm. Kształt cylindryczny, u podstawy zgrubiały, najpierw pełny, potem rurkowaty, łatwo odłamujący się od kapelusza, z dużym zwisającym pierścieniem u góry. Po uciśnięciu żółknie.
Miąższ
Miękki i elastyczny, biały, w starych owocnikach czasem żółtawy. Smak nieznaczny, zapach anyżowy.
Wysyp zarodników
Czarnobrązowy lub purpurowobrunatny. Zarodniki o średnicy 6–8 × 4–5 µm.
Gatunki podobne
Jest wiele podobnych gatunków pieczarek. Wśród pieczarek o anyżowym zapachu podobna jest pieczarka bulwiasta (Agaricus silvicola), jej blaszki jednak przez długi czas są czerwonoróżowe. Pieczarka karbolowa (Agaricus xanthodermus) przebarwia się na żółto po uciśnięciu (podobnie jak p. biaława), ale pachnie karbolem. Wśród dużych pieczarek podobna jest pieczarka łąkowa (Agaricus campestris).

## Występowanie i siedlisko
Występuje w Ameryce Północnej i Południowej, Europie, Azji i Australii. W Polsce jest pospolita.
Grzyb saprotroficzny. Rośnie na ziemi w lasach iglastych, liściastych i mieszanych, w szkółkach leśnych, w ogrodach, na łąkach i pastwiskach, w ściółce leśnej i na różnego rodzaju odpadach organicznych. Owocniki wytwarza od maja do października. Owocniki pojedynczo lub w małych grupach.

## Znaczenie
Grzyb jadalny, przyrządzany na różne sposoby. Podczas gotowania traci anyżkowy zapach. Pieczarki zbierane mogą być jednak tylko przez doświadczonych grzybiarzy, istnieje bowiem niebezpieczeństwo pomylenia ich ze śmiertelnie trującymi muchomorami: muchomorem jadowitym (Amanita virosa) lub z albinotyczną odmianą muchomora zielonawego (Amanita phalloides).